# Clarice Ganem
Clarice Ganem (São Paulo),  é uma política brasileira, filiada ao Podemos (PODE). Nas eleições de 2022, foi eleita deputada estadual por São Paulo.
É mãe do deputado federal Bruno Ganem.